# Antonio de Pazos y Figueroa
Antonio de Pazos y Figueroa (Pontevedra, 1524 - Córdoba, 28 de junio de 1586) fue un jurista, eclesiástico y hombre de estado español.

## Biografía
De noble familia, estudió jurisprudencia en la Universidad de Salamanca y en el colegio mayor de San Clemente de la Universidad de Bolonia, de la que posteriormente fue rector. De regreso en España obtuvo plaza de oidor en la Real Audiencia de La Coruña. 
Marchó a Madrid en 1560, y amistando con el inquisidor general Fernando Valdés, tomó el estado eclesiástico y ejerció como inquisidor sucesivamente en Sicilia, Sevilla y Toledo, siendo nombrado además canónigo doctoral de la iglesia de Tuy. Tras su intervención en el proceso formado contra el arzobispo Bartolomé de Carranza, Pío V le otorgó la abadía del Parque y el obispado de Patti en el virreinato de Sicilia, donde ejerció el episcopado durante una década.
En 1578 Felipe II le confirió el obispado de Ávila, del que no llegó a tomar posesión, pues antes de su consagración le nombró presidente del Consejo de Castilla; en el desempeño de sus funciones como tal, quedó como gobernador del reino entre 1581 y 1583, durante el viaje que el rey hizo a Lisboa con motivo de la recién terminada conquista de Portugal.
Cesó en la presidencia del Consejo en 1583 para ocupar el obispado de Córdoba, donde se destacó en la fundación del seminario conciliar de San Pelagio y en la participación en el Concilio Provincial de Toledo. Muerto en 1586, fue enterrado en la capilla del Sagrario de la catedral de Córdoba.